# زرانگوش
زرانگوش، روستایی در دهستان زرانگوش بخش هندمینی شهرستان بدره در استان ایلام ایران است. این روستا، مرکز دهستان زرانگوش است.

## گویش
مطابق اطلس زبان‌های ایران مردم زنگوش به گویش لری هندمینی صحبت میکنند. گویش هندمینی جزء گویش‌های لری طبقه بندی میشود.

## جمعیت
بر پایه سرشماری عمومی نفوس و مسکن در سال ۱۳۹۵، جمعیت این روستا برابر با ۱٬۴۴۴ نفر (۴۰۹ خانوار) بوده است.